# 우에하라 아즈미
우에하라 아즈미(일본어: 上原あずみ, うえはら あずみ, 1984년 4월 10일 ~ )는 일본의 여성가수, 작사가, 포르노 배우이다. 소속사무소는 LOOP, 레코드 회사는 GIZA Studio에 소속하고 있다. 일본 시즈오카현 하마마쓰시 출신으로, 현재 오사카부에 살고 있다. 본명은 코시카와 아카네 (越川茜, こしかわあかね)이다.
2012년 7월, 미국의 포르노 제작사 드림룸 프로덕션스㈜의 웹 사이트 muramura.tv에서 나가하라 유이(長原ゆい) 명의로 아마추어 배우로 성인 비디오를 촬영하였다. 이후 2013년 1월 1일, 주식회사CA의 AV 상표 MUTEKEI에서 AZUMI 명의를 사용하여 AV 배우로 공식 데뷔하였다.

## 개략
초등학교 2학년부터 배우기 시작한 피아노를 계기로 음악을 접하게 되었고, 하마사키 아유미의 노래 "appears"로 데모테이프를 작성하여, 자신을 알려가기 시작하였고, 그 속에서 1개가 음악 제작 회사 빙(BEING) 그룹의 메이저 레코드 회사인 GIZA Studio의 프로듀서의 귀에 들어오게 된다.
16세때 본격적으로 오사카에서 살게되면서 보컬레슨을 받게 되었다.
그리고 2001년 10월에 싱글 《푸르디 푸른 이 별에서(일본어: 靑い靑いこの地球(ほし)に)》로 데뷔하였다. 이 곡은 《명탐정 코난》의 엔딩곡에 사용되었고, 그 영향으로 오리콘 싱글 차트 9위를 기록하여 데뷔와 동시에 차세대 아티스트로서 주목을 받게 되었다.
"있는 그대로의 자신으로 계속 있을 수 있는 아티스트가 되고 싶다"라는 목표로 가사에는 내면의 심정을 적나라하게 표현하고 있다.
2002년 9월 11일에 싱글 《무색(無色)》을 발매하였고, 이 곡도 《명탐정 코난》의 엔딩곡에 사용되어 오리콘 차트 5위를 기록하며 대히트 했으며, 11월 6일에는 같은 제목으로 발매한 앨범도 동시에 히트했다.
그 후로 3년동안 라이브 활동하다가 2005년 12월 7일에 사실상의 복귀싱글인 여섯 번째 싱글 《비밀(秘密)》을 발매하여 활동을 재개하였다.
또한 작사가로도 활동하기 시작하였으며, 이와타 사유리에게 1곡 제공하였다.

## 디스코그라피

### 싱글
|     | 발매일           | 제목                                            | 비고                                                               |
| 1st | 2001년 10월 31일 | 푸르디 푸른 이 별에서(青い青いこの地球(ほし)に) | 요미우리TV·니혼TV 계열 애니메이션 《명탐정 코난》13기 엔딩테마곡   |
| 2nd | 2001년 12월 5일  | Special Holynight                               | NTT DoCoMo《M-stage music》CM송                                    |
| 3rd | 2002년 2월 20일  | Bye Bye My BLUE SKY                             | TBS계열 버라이어티 프로그램《신(新)운난의 기분은 최상.》엔딩테마곡 |
| 4th | 2002년 6월 19일  | Lazy                                            | TBS계열 프로그램 《CDTV》엔딩 테마곡                               |
| 5th | 2002년 9월 11일  | 무색(無色)                                      | 요미우리TV·니혼TV 계열 애니메이션 《명탐정 코난》15기 엔딩테마곡   |
| 6th | 2005년 12월 7일  | 비밀(秘密)                                      |                                                                    |
| 7th | 2006년 4월 19일  | Never free                                      | 니혼TV계열 프로그램《영화천국 치네☆파라》오프닝 테마곡             |
| 8th | 2006년 9월 13일  | Song for you ~있는힘껏 있는힘껏(精一杯力一杯)~  | 니혼TV계열 프로그램《음악전사 MUSIC FIGHTER》POWER PLAY            |

### 앨범
| 1st | 2002년 11월 6일  | 무색(無色)                               |
| 2nd | 2006년 10월 18일 | 살고싶지 않은 우리들(生きたくはない僕等) |

### 참가앨범
| 2001년 12월 19일 | GIZA studio Masterpiece BLEND 2001                        |
| 2002년 7월 17일  | GIZA studio MAI-K&FRIENDS HOTROD BEACH PARTY              |
| 2002년 12월 18일 | GIZA studio Masterpiece BLEND 2002                        |
| 2003년 12월 10일 | THE BEST OF DETECTIVE CONAN 2 ~명탐정 코난 테마곡집2~     |
| 2003년 12월 17일 | GIZA studio Masterpiece BLEND 2003                        |
| 2004년 10월 27일 | It's TV SHOW!!                                            |
| 2008년 12월 24일 | GIZA studio 10th Anniversary Masterpiece BLEND ~FUN Side~ |

### 서적
- 마음(일본어: ココロ) (2006년 10월 18일)

2집 앨범과 동시 발매하였으며, 우에하라 아즈미의 첫 시집이다.

### 작사제공
- 이와타 사유리(岩田さゆり)《First Love》

이와타 사유리의 1집 앨범 《Thank You For…》에 수록되어 있다.

## 라디오
- 우에하라 아즈미의 Radio 아즈미라클(일본어: 上原あずみの Radioあずミラクル)

2001년 10월 11일~2001년 12월 27일, 닛폰방송에서 방송하였다.
- 주간 RADIO "우에하랏쿄"(일본어: 週刊RADIO "ウエハラッキョ")

2007년 1월 25일~ , 공식 홈페이지에서 갱신하고 있는 인터넷 라디오이다.

## 포르노 배우 활동
2012년 7월, 미국의 포르노 제작사 드림룸 프로덕션스㈜의 웹 사이트 'muramura.tv'에서 나가하라 유이(長原ゆい) 명의로 아마추어 배우로 성인용 비디오를 촬영하였다. 정체를 밝히지 않은 채 데뷔하였으나, 네티즌에 의해 우에하라 아즈미와 동일인물인 것이 확인되었다. 이후 2013년 1월 1일, AZUMI 명의로 주식회사CA의 AV 상표 MUTEKEI에서 AV 배우로 공식 데뷔하였다.